# Kremena
Kremena je malá vesnička a přímořské letovisko v Chorvatsku v Dubrovnicko-neretvanské župě, spadající pod opčinu Slivno. Nachází se u zátoky Soline, asi 10 km jihozápadně od Opuzenu. V roce 2011 zde trvale žilo 56 obyvatel, což je výrazný nárůst oproti roku 2001, kdy zde žilo 14 obyvatel v 7 domech.
Sousedními vesnicemi jsou Duba a Raba.
Do roku 2001 byla Kremena součástí vesnice Mihalj.